# 제77회 골든 글로브상
제77회 골든 글로브상은 2019년 공개된 영화와 미국 방송 프로그램을 대상으로 시상되었다. 할리우드외신기자협회가 주관하여, 영화 14개, 텔레비전 11개 총 25개 부문을 시상했다. 시상식은 미국 시각으로 2020년 1월 5일 오후 로스앤젤레스 베벌리힐스 베벌리힐튼호텔에서 진행되었으며, 진행자는 코미디언 리키 저베이스로, 이번이 다섯 번째 진행이다. 대한민국 OCN 채널에서 1월 6일 오후 9시 녹화 중계 되었다.

## 수상 및 후보
수상자는 최상단의 굵은 글씨로 강조된 작품이다.

### 영화
| 영화 작품상 | 영화 작품상 |
| 드라마 | 뮤지컬·코미디 |
| --- | --- |
| - 《1917》 - 《아이리시맨》 - 《조커》 - 《결혼 이야기》 - 《두 교황》 | - 《원스 어폰 어 타임 인 할리우드》 - 《내 이름은 돌러마이트》 - 《조조 래빗》 - 《나이브스 아웃》 - 《로켓맨》 |
| 영화 연기상 드라마 부문 | |
| 남우주연상 | 여우주연상 |
| - 호아킨 피닉스 - 《조커》의 아서 플렉 역 - 크리스천 베일 - 《포드 V 페라리》의 켄 마일스 역 - 안토니오 반데라스 - 《페인 앤 글로리》의 살바도르 마요 역 - 애덤 드라이버 - 《결혼 이야기》의 찰리 바버 역 - 조너선 프라이스 - 《두 교황》의 교황 프란치스코 역                             | - 러네이 젤위거 - 《주디》의 주디 갈랜드 역 - 신시아 에리보 - 《해리엇》의 해리엇 터브먼 역 - 스칼렛 요한슨 - 《결혼 이야기》의 니콜 바버 역 - 세어셔 로넌 - 《작은 아씨들》의 조 마치 역 - 샤를리즈 테론 - 《밤쉘》의 메긴 켈리 역 |
| 영화 연기상 뮤지컬·코미디 부문 | |
| 남우주연상 | 여우주연상 |
| - 태런 에저턴 - 《로켓맨》의 엘튼 존 역 - 대니얼 크레이그 - 《나이브스 아웃》의 브누아 블랑 역 - 로먼 그리핀 데이비스 - 《조조 래빗》의 조조 베츨러 역 - 레오나르도 디카프리오 - 《원스 어폰 어 타임 인 할리우드》의 릭 돌턴 역 - 에디 머피 - 《내 이름은 돌러마이트》의 루디 레이 무어 역 | - 아콰피나 - 《페어웰》의 빌리 왕 역 - 아나 데 아르마스 - 《나이브스 아웃》의 마르타 카브레라 역 - 케이트 블란쳇 - 《웨어 유 고, 버나뎃》의 버나뎃 폭스 역 - 비니 펠드스틴 - 《북스마트》의 몰리 데이비드슨 역 - 에마 톰슨 - 《레이트 나잇》의 캐서린 뉴베리 역                                                                                        |
| 영화 연기상 | |
| 남우조연상 | 여우조연상 |
| - 브래드 피트 - 《원스 어폰 어 타임 인 할리우드》의 클리프 부스 역 - 톰 행크스 - 《어 뷰티풀 데이 인 더 네이버후드》의 프레드 로저스 역 - 앤서니 홉킨스 - 《두 교황》의 베네딕토 16세 역 - 알 파치노 - 《아이리시맨》의 지미 호파 역 - 조 페시 - 《아이리시맨》의 러셀 부팔리노 역         | - 로라 던 - 《결혼 이야기》의 노라 팬쇼 역 - 캐시 베이츠 - 《리차드 쥬얼》의 바비 주얼 역 - 아네트 베닝 - 《더 리포트》의 다이앤 파인스타인 역 - 제니퍼 로페즈 - 《허슬러》의 라모나 베가 역 - 마고 로비 - 《밤쉘》의 케일라 포스피실 역 |
| 기타 | |
| 감독상 | 각본상 |
| - 샘 멘데스 - 《1917》 - 봉준호 - 《기생충》 - 토드 필립스 - 《조커》 - 마틴 스코세이지 - 《아이리시맨》 - 쿠엔틴 타란티노 - 《원스 어폰 어 타임 인 할리우드》 | - 쿠엔틴 타란티노 - 《원스 어폰 어 타임 인 할리우드》 - 노아 바움백 - 《결혼 이야기》 - 봉준호, 한진원 - 《기생충》 - 앤서니 매카튼 - 《두 교황》 - 스티븐 제일리언 - 《아이리시맨》 |
| 작곡상 | 주제가상 |
| - 힐뒤르 그뷔드나도티르 - 《조커》 - 알렉상드르 데스플라 - 《작은 아씨들》 - 랜디 뉴먼 - 《결혼 이야기》 - 토머스 뉴먼 - 《1917》 - 대니얼 펨버턴 - 《머더리스 브루클린》 | - "(I'm Gonna) Love Me Again" (엘튼 존, 버니 토핀) - 《로켓맨》 - "Beautiful Ghosts" (테일러 스위프트, 앤드루 로이드 웨버) - 《캣츠》 - "Into the Unknown" (크리스틴 앤더슨로페즈, 로버트 로페즈) - 《겨울왕국 2》 - "Spirit" (비욘세, 티머시 매켄지, 일리야 살만자데) - 《라이온 킹》 - "Stand Up" (조슈아 브라이언 캠벨, 신시아 에리보) - 《해리엇》 |
| 애니메이션 영화상 | 외국어 영화상 |
| - 《잃어버린 세계를 찾아서》 - 《겨울왕국 2》 - 《드래곤 길들이기 3》 - 《라이온 킹》 - 《토이 스토리 4》 | - 《기생충》 (대한민국) - 《페어웰》 (미국) - 《레 미제라블》 (프랑스) - 《페인 앤 글로리》 (스페인) - 《타오르는 여인의 초상》 (프랑스) |

### 영화 부문 최다 후보·최다 수상작

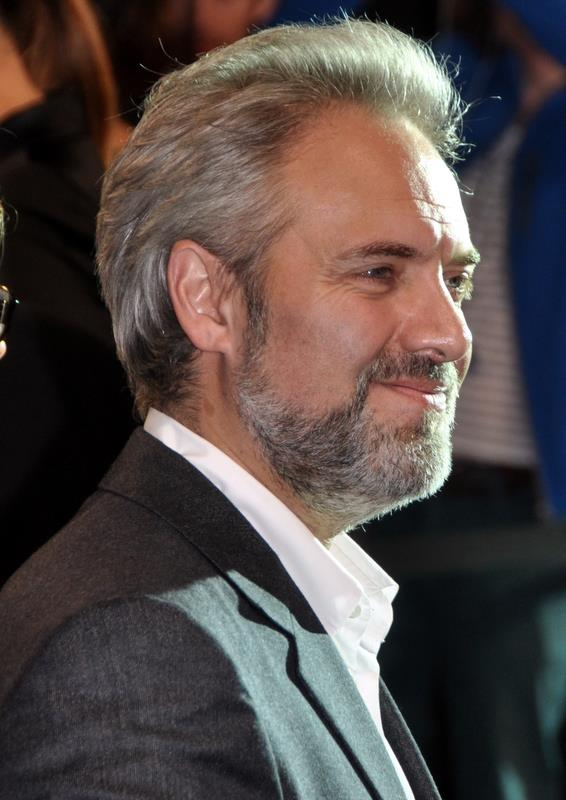
극영화 작품상 수상작 《1917》의 샘 멘데스 감독

| 후보 횟수 | 작품                              |
| --------- | --------------------------------- |
| 6         | 《결혼 이야기》                   |
| 5         | 《아이리시맨》                    |
| 5         | 《원스 어폰 어 타임 인 할리우드》 |
| 4         | 《조커》                          |
| 4         | 《두 교황》                       |
| 3         | 《1917》                          |
| 3         | 《나이브스 아웃》                 |
| 3         | 《기생충》                        |
| 3         | 《로켓맨》                        |
| 2         | 《밤쉘》                          |
| 2         | 《내 이름은 돌러마이트》          |
| 2         | 《페어웰》                        |
| 2         | 《겨울왕국 2》                    |
| 2         | 《해리엇》                        |
| 2         | 《조조 래빗》                     |
| 2         | 《라이온 킹》                     |
| 2         | 《작은 아씨들》                   |
| 2         | 《페인 앤 글로리》                |

| 수상 횟수 | 작품            |
| --------- | --------------- |
| 3         | 《결혼 이야기》 |
| 2         | 《1917》        |
| 2         | 《조커》        |
| 2         | 《로켓맨》      |

### 방송
| 방송 작품상 | 방송 작품상 |
| 드라마 부문 | 뮤지컬·코미디 부문 |
| --- | --- |
| - 《석세션》 - 《빅 리틀 라이즈》 - 《더 크라운》 - 《킬링 이브》 - 《더 모닝 쇼》 | - 《플리백》 - 《배리》 - 《코민스키 메소드》 - 《더 마블러스 미세스 메이즐》 - 《더 폴리티션》 |
| 방송 연기상 드라마 부문 | |
| 남우주연상 | 여우주연상 |
| - 브라이언 콕스 - 《석세션》의 로건 로이 역 - 킷 해링턴 - 《왕좌의 게임》의 존 스노우 역 - 라미 말렉 - 《미스터 로봇》의 엘리엇 앤더슨 역 - 토바이어스 멘지스 - 《더 크라운》의 에든버러 공작 필립 역 - 빌리 포터 - 《포즈》의 프레이 텔 역        | - 올리비아 콜먼 - 《더 크라운》의 엘리자베스 2세 역 - 제니퍼 애니스턴 - 《더 모닝 쇼》의 알렉스 레비 역 - 조디 코머 - 《킬링 이브》의 빌라넬 역 - 니콜 키드먼 - 《빅 리틀 라이즈》의 설레스트 라이트 역 - 리스 위더스푼 - 《더 모닝 쇼》의 브래들리 잭슨 역                                              |
| 방송 연기상 뮤지컬·코미디 부문 | |
| 남우주연상 | 여우주연상 |
| - 라미 유세프 - 《라미》의 라미 하산 역 - 마이클 더글러스 - 《코민스키 메소드》의 샌디 코민스키 역 - 빌 헤이더 - 《배리》의 배리 버크먼 역 - 벤 플랫 - 《더 폴리티션》의 페이턴 호바트 역 - 폴 러드 - 《리빙 위드 유어셀프》의 마일스 엘리엇 역    | - 피비 월러브리지 - 《플리백》의 플리백 역 - 크리스티나 애플게이트 - 《데드 투 미》의 젠 하딩 역 - 레이철 브로스너핸 - 《더 마블러스 미세스 메이즐》의 미지 메이즐 역 - 커스틴 던스트 - 《중앙 플로리다에서 신이 되는 것》의 크리스털 스텁스 역 - 너태샤 리온 - 《러시아 인형처럼》의 나디아 불보코프 역 |
| 방송 연기상 미니시리즈·TV 영화 부문 | |
| 남우주연상 | 여우주연상 |
| - 러셀 크로 - 《라우디스트 보이스》의 로저 에일스 역 - 크리스토퍼 애벗 - 《캐치-22》의 존 요사리안 역 - 사샤 배런 코언 - 《더 스파이》의 일라이 코언 역 - 재러드 해리스 - 《체르노빌》의 발레리 레가소프 역 - 샘 록웰 - 《포시/버던》의 밥 포시 역 | - 미셸 윌리엄스 - 《포시/버던》의 그웬 버던 역 - 케이틀린 디버 - 《믿을 수 없는 이야기》의 마리 애들러 역 - 조이 킹 - 《디 액트》의 집리 로즈 블랜처드 역 - 헬렌 미렌 - 《[[Catherine the Great》의 예카테리나 여제 역 - 메릿 위버 - 《믿을 수 없는 이야기》의 캐런 듀발 역                              |
| 방송 연기상 미니시리즈·TV 영화 부문 | |
| 남우조연상 | 여우조연상 |
| - 스텔란 스카르스고르드 - 《체르노빌》의 보리스 셰르비나 역 - 앨런 아킨 - 《코민스키 메소드》의 노먼 뉼랜더 역 - 키런 컬킨 - 《석세션》의 로먼 로이 역 - 앤드루 스콧 - 《플리백》의 사제 역 - 헨리 윙클러 - 《배리》의 진 쿠지노 역                | - 퍼트리샤 아켓 - 《디 액트》의 디디 블랜처드 역 - 헬레나 보넘 카터 - 《더 크라운》의 영국 왕녀 마거릿 역 - 토니 콜렛 - 《믿을 수 없는 이야기》의 그레이스 래즈머슨 역 - 메릴 스트립 - 《빅 리틀 라이즈》의 메리 루이즈 라이트 역 - 에밀리 왓슨 - 《체르노빌》의 울라나 호미우크 역                      |
| 방송 작품상 미니시리즈·TV 영화 부문 | |
| - 《체르노빌》 - 《캐치-22》 - 《포시/버던》 - 《라우디스트 보이스》 - 《믿을 수 없는 이야기》 | |

### TV 프로그램 부문 최다 후보
| 후보 횟수 | 작품                          |
| --------- | ----------------------------- |
| 4         | 《체르노빌》                  |
| 4         | 《더 크라운》                 |
| 4         | 《믿을 수 없는 이야기》       |
| 3         | 《배리》                      |
| 3         | 《빅 리틀 라이즈》            |
| 3         | 《플리백》                    |
| 3         | 《포시/버던》                 |
| 3         | 《코민스키 메소드》           |
| 3         | 《더 모닝 쇼》                |
| 3         | 《석세션》                    |
| 2         | 《디 액트》                   |
| 2         | 《캐치-22》                   |
| 2         | 《킬링 이브》                 |
| 2         | 《라우디스트 보이스》         |
| 2         | 《더 마블러스 미세스 메이즐》 |
| 2         | 《더 폴리티션》               |

### 세실 B. 데밀 상
세실 B. 데밀상은 일생 동안 영화 역사에 헌신한 사람에게 수상되는 공로상이다.
- 톰 행크스[5]

### 캐럴 버넷 상
캐럴 버넷상은 일생 동안 텔레비전 방송 역사에 헌신한 사람에게 수상되는 공로상이다.
- 엘런 디제너러스[6]

## 수상 특이 사항

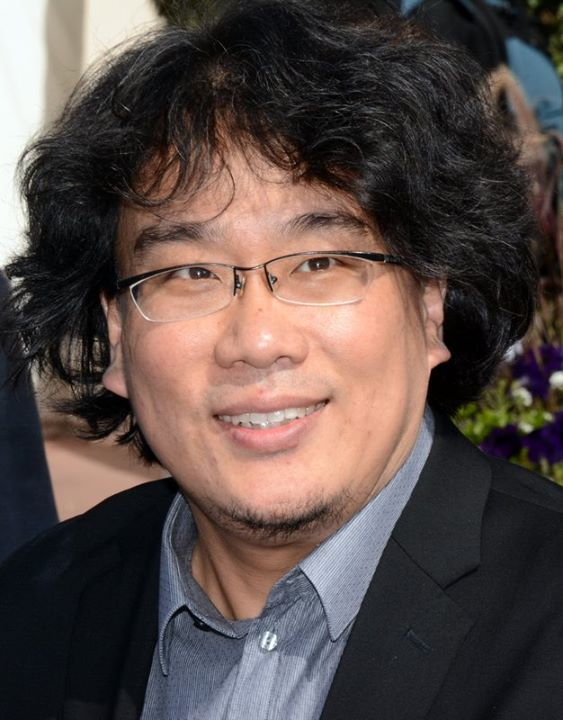
외국어 영화상 수상작 《기생충》의 봉준호 감독

대한민국에서는 봉준호 감독의 영화 《기생충》이 한국 영화 최초로 3개 부문(감독, 각본, 외국어영화상)에 후보로 올라 화제를 모았다. 수상 결과 《기생충》은 외국어 영화상을 수상했다. 봉준호 감독은 "1인치 정도 되는 자막의 장벽을 뛰어넘으면 훨씬 더 많은 영화를 즐길 수 있다. 오늘 많은 멋진 감독과 후보에 올라 영광이었다"라는 수상 소감을 한국어로 말했다. 골든 글로브 시상식에서 한국어가 말해진 것은 전년도 사회자이자 TV 부문 수상자였던 샌드라 오의 수상 소감 이후 두 번째이다.
텔레비전 영화 《라우디스트 보이스》로 남배우상을 수상한 러셀 크로는 뉴사우스웨일스주의 본인 별장이 산불 피해를 입은 탓에 이를 수습하기 위해 시상식에 불참했다. 사회자였던 제니퍼 애니스턴이 대리 수상을 했으며, 애니스턴의 입을 통해 수상 소감을 전달하며 "실수하지 마라. 지금 호주에서 벌어지고 있는 비극은 기후변화에 터잡은 것"이라고 강조했다.
아콰피나는 영화 《페어웰》로 여배우상을 수상함으로써, 영화 부문 골든 글로브상을 수상한 최초의 아시아계 미국인 배우가 되었다.
감독상 후보가 발표된 후 배우 샤를리즈 테론은 (2019년에 훌륭한 여성 감독들이 있었음에도 불구하고) 여성 감독이 한 명도 포함되지 않아 실망스럽다는 불만을 표현했다. 이에 여성 감독의 비중이 적다는 비판이 제기되었고, 그레타 거윅(작은 아씨들), 셀린 시아마(타오르는 여인의 초상), 룰루 왕(페어웰), 마리엘 헬러(뷰티풀 데이 인 네이버후드), 로렌 스카파리아(허슬러), 올리비아 와일드(북스마트) 등이 뛰어난 성과를 보였는데도 후보 지명에 실패한 여성 감독들로 꼽혔다.
영화 배급사들 중 가장 많은 후보를 올린 곳은 총 17개 후보자를 올린 넷플릭스였으며, 소니 픽처스가 8개, 디즈니와 워너브러더스가 각각 6개 작품을 올렸다.

## 시상자
다음은 시상식에서 시상자로 발표된 인물들의 목록이다.
- 팀 앨런
- 제니퍼 애니스턴
- 크리스천 베일
- 안토니오 반데라스
- 제이슨 베이트먼
- 아네트 베닝
- 케이트 블란쳇
- 맷 보머
- 피어스 브로스넌
- 글렌 클로스
- 대니얼 크레이그
- 테드 댄슨
- 아나 데 아르마스
- 레오나르도 디카프리오
- 앤설 엘고트
- 크리스 에반스
- 다코타 패닝
- 윌 페럴
- 로런 그레이엄
- 티파니 해디시
- 킷 해링턴
- 셀마 헤이엑
- 스칼렛 요한슨
- 엘튼 존
- 닉 조너스
- 하비 카이텔
- 조이 크래비츠
- 제니퍼 로페즈
- 라미 말렉
- 이완 맥그리거
- 케이트 매키넌
- 시에나 밀러
- 헬렌 미렌
- 제이슨 모모아
- 귀네스 팰트로
- 브래드 피트
- 에이미 폴러
- 더바인 조이 랜돌프
- 마고 로비
- 폴 러드
- 웨슬리 스나이프스
- 옥타비아 스펜서
- 버니 토핀
- 샤를리즈 테론
- 소피아 베르가라
- 케리 워싱턴
- 나오미 와츠
- 레이철 바이스
- 리스 위더스푼

## 기타
- 시상식에서 참석자들에게 제공되는 식사에 처음으로 육류 요리가 일절 제외되었으며, 대신 비트수프와 버섯리소토 등 채식 요리가 제공된다. 이는 육류 위주의 식생활이 기후 변화에 미치는 영향을 환기하기 위해서라고 주최 측은 밝혔다.[17]
- 대한민국에서 시상식을 녹화 중계하는 OCN에서는 방송 전날인 1월 5일부터 《설국열차》, 《마더》 등 봉준호 감독의 영화를 특집 방영하였다.[2]

## 같이 보기
- 제92회 아카데미 시상식